# 329 Svea
329 Svea là một tiểu hành tinh cỡ lớn ở vành đai chính. Nó được xếp loại tiểu hành tinh kiểu C, và có thành phần cấu tạo dường như bằng chondrite cacbonat.
Tiểu hành tinh này do Max Wolf phát hiện ngày 21.3.1892 ở Heidelberg, và được đặt theo tên mẹ Svea, nhân cách hóa của nước Thụy Điển (Sverige).